# N-232

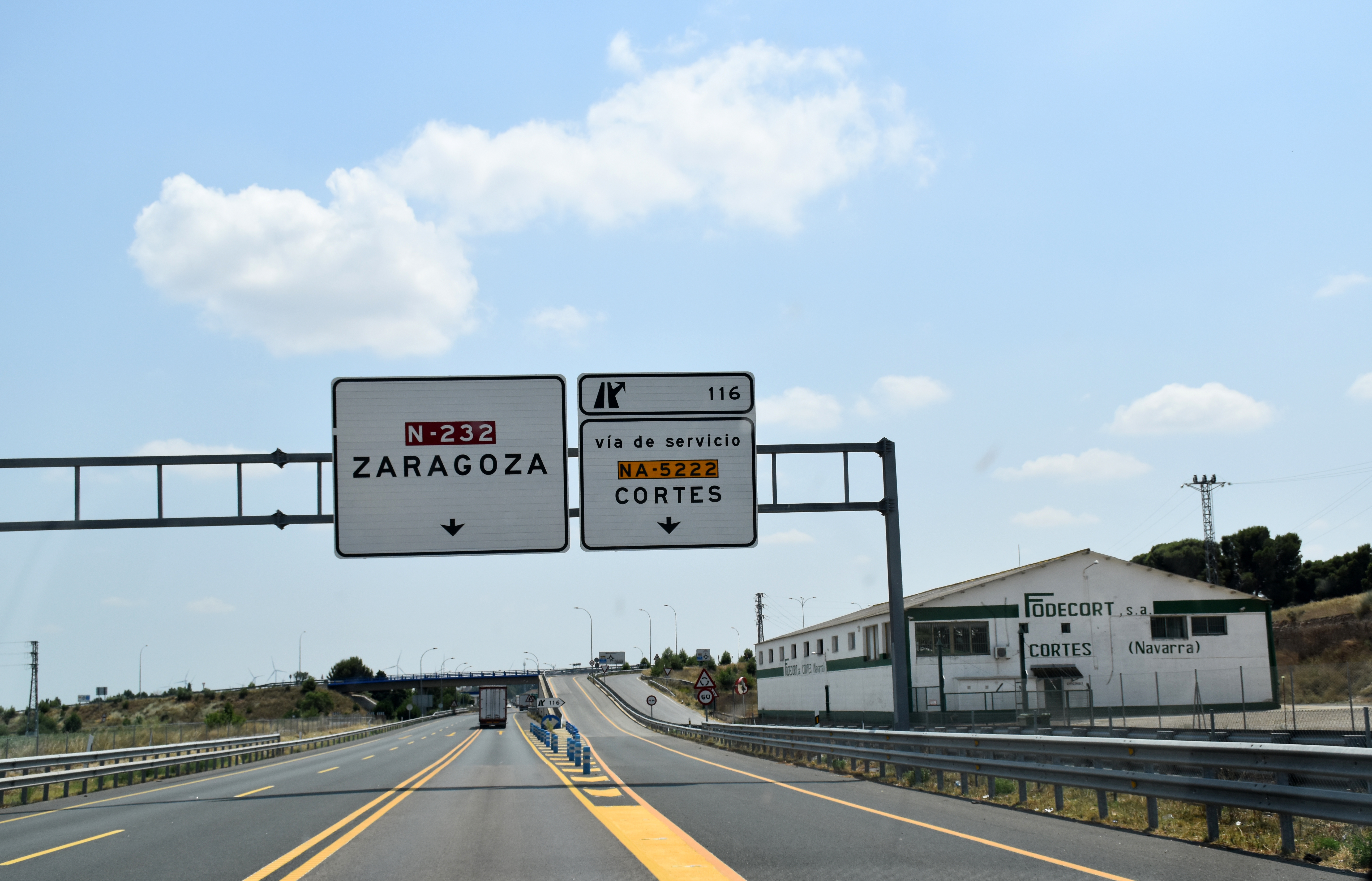
Vía N-232 cerca de Cortes.

La carretera de Vinaroz a Santander (N-232) es una carretera nacional española que cruza transversalmente la península, desde Vinaroz, en la provincia de Castellón hasta Las Cabañas, en la provincia de Burgos, donde enlaza con la N-623 (Burgos a Santander) unos kilómetros al sur del puerto del Escudo.

## Trazado
La carretera N-232 comienza en una rotonda de Vinaroz, cruza la  N-340  y se dirige al noroeste pasando por Valdealgorfa ( N-420 ), Alcañiz ( N-211 ,  N-420 ), Zaragoza ( N-2 ,  N-330 ,  N-125 ), Tudela ( N-121 ), Alfaro ( N-113 ), Calahorra, Logroño ( N-111 ,  N-120 ), Ollauri ( N-124 ), Casalarreina ( N-126 ), Pancorbo ( N-1 ), Oña ( N-629 ) y Las Cabañas ( N-623 ). Desde Zaragoza hasta Ollauri obtiene la denominación europea  E-804 .

### Localidades próximas
Municipios que atraviesa en la provincia de Castellón:
- Vinaroz
- San Jorge
- Traiguera
- La Jana
- Chert
- Puerto de Querol (998 metros)
- Morella
- Puerto de Torre Miró (1204 metros)
- Puebla de Alcolea

Municipios que atraviesa en la provincia de Teruel:
- Monroyo
- Valdealgorfa
- Alcañiz
- Híjar
- Azaila

Municipios que atraviesa en la provincia de Zaragoza:
- Quinto
- Fuentes de Ebro
- El Burgo de Ebro
- Zaragoza
- Utebo
- Casetas
- Alagón
- Figueruelas
- Gallur
- Mallén

Municipios que atraviesa en Navarra:
- Cortes
- Buñuel
- Ribaforada
- Fontellas
- Tudela
- Castejón

Municipios que atraviesa en La Rioja:
- Alfaro
- Rincón de Soto
- Aldeanueva de Ebro
- Calahorra
- El Villar de Arnedo
- Ausejo
- Agoncillo
- Logroño
- Fuenmayor
- Cenicero
- Torremontalbo
- Briones
- Rodezno (por su barrio: Cuzcurritilla)
- Casalarreina

Municipios que atraviesa en la provincia de Burgos:
- Pancorbo
- Santa María Ribarredonda
- Cubo de Bureba
- Busto de Bureba
- Quintanaélez
- Cornudilla
- Oña
- Merindad de Valdivielso
- Incinillas
- Soncillo
- Las Cabañas

Y finaliza en la N-623, en sentido Santander.

## Trazado histórico
En las carreteras nacionales definidas en el Plan de Obras Públicas de 1940, comúnmente conocido como Plan Peña, no eran extraños los ramales. La  N-232  no era ajena a ello, por lo que a partir de La Rioja se ramificaba en dos: a Santander y a Vitoria. Asimismo, entre Logroño y Casalarreina, el itinerario era distinto al actual.
En su origen, la  N-232  salía de Logroño por la orilla norte del río Ebro y se dirigía por Laguardia a Briñas. Allí, la carretera se dividía en dos: el itinerario principal continuaba hacia Zambrana hasta enlazar con la  N-I  en Armiñón, desde donde continuaba solapada a ella hasta Vitoria. Por otro lado, el ramal salía de Briñas hacia Haro y Casalarreina desde donde continuaba por el mismo itinerario que tiene actualmente la carretera por Pancorbo.
Posteriormente se modificó el trazado de forma que la  N-232  absorbió el tramo entre Logroño y las proximidades de Navarrete de la  N-120 , el tramo Fuenmayor-Gimileo de la  C-122  y la  C-120  Gimileo-Casalarreina en su totalidad, adoptando su configuración actual. El recorrido por Laguardia hasta Briñas pasó a denominarse  N-232a , y con el tramo Gimileo-Haro de la  C-122 , el tramo Haro-Briñas del antiguo ramal y el resto del antiguo itinerario hasta Armiñón se formó la actual  N-124 . Finalmente, la carretera Logroño-Briñas fue transferida a la Diputación Foral de Álava primero, y al Gobierno de La Rioja años después, adoptando la denominación  LR-124 / A-124 .

## Enlaces

### Tramo Vinaroz - Zaragoza
| Denominación | P. K.   | Esquema               | Dirección                                                             | Carretera con la que enlaza | Notas                    |
| ------------ | ------- | --------------------- | --------------------------------------------------------------------- | --------------------------- | ------------------------ |
| N-232        | 0-2     |                       | Travesía de Vinaroz                                                   | N-340a                      |                          |
| N-232        | 2       |                       | Tarragona - Barcelona - Castellón - AP-7                              | N-340                       |                          |
| N-232        | 8       |                       | Cálig                                                                 | CV-138                      |                          |
| N-232        | 12      |                       | San Jorge - Cervera del Maestre                                       | CV-136                      |                          |
| N-232        | 16      |                       | Traiguera - San Rafael del Río                                        | CV-11                       |                          |
| N-232        | 20      |                       | Canet lo Roig                                                         | CV-113                      |                          |
| N-232        | 21      |                       | La Jana                                                               | CV-10                       |                          |
| N-232        | 27      |                       | Chert - San Mateo                                                     | CV-1120 CV-132              |                          |
| N-232        | 29      |                       | Chert                                                                 | CV-1120                     |                          |
| N-232        | 37      |                       | Catí                                                                  | CV-128                      |                          |
| N-232        | 49      |                       | Puerto de Querol 998 m                                                |                             |                          |
| N-232        | 49      |                       | Vallibona                                                             | CV-111                      |                          |
| N-232        | 61      |                       | Ares - Villafranca                                                    | CV-12                       |                          |
| N-232        | 61      |                       | Cinctorres - Forcall                                                  | CV-14                       |                          |
| N-232        | 62      |                       | Morella                                                               | CV-117                      |                          |
| N-232        | 64      |                       | Morella                                                               | CV-117                      |                          |
| N-232        | 70      |                       | Puerto de Torre Miró 1204 m                                           |                             |                          |
| N-232        | 71      |                       | Herbés - Castell de Cabres                                            | CV-110                      |                          |
| N-232        | 76      |                       | La Puebla de Alcolea                                                  | N-232a                      |                          |
| N-232        | 90      | L.P. Teruel-Castellón | L.P. Teruel-Castellón                                                 | L.P. Teruel-Castellón       | L.P. Teruel-Castellón    |
| N-232        | 93      |                       | Torre de Arcas                                                        | TE-V-8411                   |                          |
| N-232        | 97      |                       | Monroyo                                                               | N-232a                      | Sólo en sentido Zaragoza |
| N-232        | 99      |                       | Monroyo                                                               | N-232a                      | Sólo en sentido Vinaroz  |
| N-232        | 103     |                       | La Cerollera                                                          | TE-V-8401                   |                          |
| N-232        | 105     |                       | Ráfales                                                               | TE-V-3005                   |                          |
| N-232        | 110     |                       | Belmonte de San José                                                  | A-2409                      |                          |
| N-232        | 113     |                       | La Codoñera                                                           | A-2047                      |                          |
| N-232        | 113     |                       | Fórnoles - La Portellada                                              | TE-V-3004                   |                          |
| N-232        | 119     |                       | Valjunquera - Torrecilla de Alcañiz                                   | A-231 A-1410                |                          |
| N-232        | 120     |                       | Valdealgorfa                                                          | TE-711                      |                          |
| N-232 N-420  | 120     |                       | Valdeltormo - Tarragona                                               | N-420                       |                          |
| N-232 N-420  | 127     |                       | Valdealgorfa                                                          | TE-710                      |                          |
| N-232 N-420  | 131     |                       | Alcañiz - Caspe - Lérida                                              | N-211                       |                          |
| N-232        | 136     |                       | Alcañiz - Lérida - Calanda - Teruel                                   | N-211 N-420                 |                          |
| N-232        | 141     |                       | Puigmoreno - Valmuel - Motorland                                      | TE-V-7033                   |                          |
| N-232        | 149     |                       | Puigmoreno                                                            | TE-35                       |                          |
| N-232        | 151     |                       | Andorra                                                               | A-1415                      |                          |
| N-232        | 164-166 |                       | Travesía de Híjar Samper de Calanda - Escatrón La Puebla de Híjar     | A-224 A-1406                |                          |
| N-232        | 167     |                       | Albalate del Arzobispo - Urrea de Gaén - Parque cultural Río Martín   | A-224                       |                          |
| N-232        | 170     |                       | La Puebla de Híjar                                                    | A-1405                      |                          |
| N-232        | 179     |                       | Escatrón - Caspe - Vinaceite - Almochuel                              | A-1404 TE-V-1703            |                          |
| N-232        | 179-180 |                       | Travesía de Azaila                                                    |                             |                          |
| N-232        | 181     |                       | Belchite                                                              | A-1307                      |                          |
| N-232        | 187     | L.P. Zaragoza-Teruel  | L.P. Zaragoza-Teruel                                                  | L.P. Zaragoza-Teruel        | L.P. Zaragoza-Teruel     |
| N-232        | 194     |                       | Sástago - La Zaida                                                    | A-221                       |                          |
| N-232        | 194-198 |                       | Travesía de Quinto                                                    |                             |                          |
| N-232        | 204     |                       | Pina de Ebro E-90 AP-2 N-2 Zaragoza / Barcelona                       | A-1107                      |                          |
| N-232        | 209     |                       | Fuentes de Ebro (este) - Pol. Ind. La Corona                          | N-232a                      |                          |
| N-232        | 211     |                       | Fuentes de Ebro (centro) - Mediana de Aragón                          | ZP-1127                     | Sólo en sentido Zaragoza |
| N-232        | 214     |                       | Fuentes de Ebro (oeste) - Mediana de Aragón                           | N-232a                      | Sólo en sentido Vinaroz  |
| N-232        | 217     |                       | Belchite E-90 AP-2 N-2 Lérida / Barcelona / Zaragoza                  | A-222 ARA-A1                |                          |
| N-232        | 223     |                       | El Burgo de Ebro                                                      |                             |                          |
| A-68         | 225     | 225                   | Polígono industrial - Camino de servicio                              |                             |                          |
| A-68         | 228     | 228                   | Prides - Empresarium - Depuradora La Cartuja                          |                             |                          |
| A-68         | 230     | 230                   | La Cartuja - Torrecilla de Valmadrid - La Cartuja - PTR López Soriano | CV-624                      |                          |
| A-68         | 232     | 232                   | San Valero - Marqués de Arlanza                                       |                             |                          |
| A-68         | 233     |                       | A-23 Teruel / Huesca A-2 Madrid / Barcelona A-68 Logroño / Pamplona   | Z-40                        |                          |
|              | 234-243 |                       | Travesía de Zaragoza                                                  | N-2 N-330 Z-30              |                          |

### Tramo Zaragoza-Logroño
| Denominación | P. K.      | Esquema               | Dirección | Carretera con la que enlaza | Notas                    |
| ------------ | ---------- | --------------------- | --- | --------------------------- | ------------------------ |
|              | 234-243    |                       | Travesía de Zaragoza | N-2 N-330 Z-30              |                          |
| N-232        | 243        | 243A                  | Miralbueno - ronda Oliver | N-125                       |                          |
| N-232        | 243        | 243B                  | A-68 Logroño A-23 Huesca / Teruel A-2 Madrid / Barcelona N-125 aeropuerto                                                              | E-90 A-2 Z-40               |                          |
| N-232        | 245        | 245A                  | La Torre outlet - Pol. Ind. El Cortajo - calle de Pinseque - urbanizaciones                                                            |                             |                          |
| N-232        | 246        | 246                   | Venta El Olivar - vía de servicio - El Olivar                                                                                          |                             |                          |
| N-232        | 247        | 247                   | vía de servicio - Ruiseñores |                             |                          |
| N-232        | 248        | 248                   | vía de servicio - Monzalbarba - Alfocea Z-40 todas direcciones                                                                         |                             |                          |
| N-232        | 249        | 249                   | Logroño - Pamplona - Soria | A-68                        | Sólo en sentido Logroño  |
| N-232        | 250-252    |                       | Travesía de Utebo |                             |                          |
| N-232        | 252        |                       | A-68 Logroño / Zaragoza - El Águila |                             |                          |
| N-232        | 252-255    |                       | Travesía de Casetas |                             |                          |
| A-68         | 255        | 255                   | Casetas |                             | Sólo en sentido Zaragoza |
| A-68         | 256        | 256                   | Sobradiel - Camino Real - Parque Tecnológico                                                                                           |                             |                          |
| A-68         | 257        | 257                   | La Joyosa - Torres de Berrellén - Los Leones                                                                                           | ZV-5216                     |                          |
| A-68         | 258        | 258                   | Villarrapa - Calzada lateral - |                             |                          |
| A-68         | 259        | 259                   | Pinseque |                             |                          |
| A-68         | 262        | 262                   | Alagón (este) |                             | Sólo en sentido Logroño  |
| A-68         | 263        | 263                   | Alagón (oeste) - Remolinos - Tauste | A-126                       |                          |
| A-68         | 264        | 264                   | Logroño - Pamplona - Zaragoza | E-804 AP-68                 |                          |
| A-68         | 265        |                       | Área de servicio |                             |                          |
| A-68         | 265        | 265                   | Épila - La Almunia - Opel España | A-122                       |                          |
| A-68         | 267        | 267                   | Figueruelas - Opel España |                             |                          |
| A-68         | 268        | 268                   | Opel España |                             |                          |
| A-68         | 270        | 270A                  | Pedrola (este) - Alcalá de Ebro | Z-525                       |                          |
| A-68         | 270        | 270B                  | vía de servicio - |                             |                          |
| A-68         | 272        | 272                   | Pedrola (oeste) - Pozuelo de Aragón | Z-525 CV-620                |                          |
| A-68         | 276        | 276                   | Luceni - Boquiñeni | CV-615                      |                          |
| A-68         | 282        | 282                   | Gallur (este) - Monte Blanco - San Antonio                                                                                             |                             |                          |
| A-68         | 285        | 285                   | vía de servicio - |                             | Sólo en sentido Logroño  |
| A-68         | 288        | 288                   | Gallur (oeste) Soria E-804 AP-68 Logroño / Pamplona                                                                                    | A-127 N-122                 |                          |
| A-68         | 292        | 292                   | vía de servicio - Mallén (este) Novillas                                                                                               | CP-2                        |                          |
| N-232        | 295        | 295                   | Mallén - Borja - Cortes - Novillas | CP-2                        |                          |
| N-232        | 297        | L.P. Navarra-Zaragoza | L.P. Navarra-Zaragoza | L.P. Navarra-Zaragoza       | L.P. Navarra-Zaragoza    |
| N-232        | 116* (297) | 116                   | Cortes - vía de servicio | NA-5222                     |                          |
| A-68         | 114* (299) | 114                   | vía de servicio - Polígono Industrial                                                                                                  |                             |                          |
| A-68         | 109* (304) | 109                   | Buñuel - Polígono Industrial | NA-5210                     |                          |
| A-68         | 107* (306) | 107                   | Ribaforada - Ablitas | NA-5200 NA-3042             | Sólo en sentido Logroño  |
| A-68         | 105* (308) | 105                   | Área de Servicio |                             | Sólo en sentido Zaragoza |
| A-68         | 104* (309) | 104                   | Ribaforada - Ablitas | NA-5200 NA-3042             | Sólo en sentido Zaragoza |
| A-68         | 101* (312) | 100 / 101             | El Bocal | NA-5281                     |                          |
| A-68         | 99* (314)  | 98 / 99               | Tudela (sur) - Fontellas | NA-134 NA-5230              |                          |
| A-68         | 96* (317)  | 95 / 96               | Tudela - Tarazona - AP-68 | N-121-C                     |                          |
| A-68         | 94* (319)  | 94                    | Tudela - Fitero Centro de Servicios | NA-160                      |                          |
| A-68         | 93* (320)  | 93                    | Polígono municipal |                             | Sólo en sentido Logroño  |
| A-68         | 92* (321)  | 92                    | Tudela (norte) - P.I. Las Labradas |                             |                          |
| A-68         | 91* (322)  | 91                    | P.I. La Serna - Ciudad Agroalimentaria                                                                                                 |                             |                          |
| A-68         | 89* (324)  | 89                    | Cambio de sentido |                             |                          |
| A-68         | 86* (327)  | 86                    | Montes del Cierzo |                             |                          |
| N-232        | 84* (329)  |                       | Pamplona - San Sebastián E-804 AP-68 Logroño / Zaragoza                                                                                | AP-15                       |                          |
| N-232        | 330        | L.P. La Rioja-Navarra | L.P. La Rioja-Navarra | L.P. La Rioja-Navarra       | L.P. La Rioja-Navarra    |
| N-232        | 332        |                       | Pamplona - Soria | N-113                       |                          |
| N-232        | 334        |                       | Alfaro - Tambarria | N-232a                      |                          |
| N-232        | 337        |                       | Alfaro - Corella E-804 AP-68 Logroño / Zaragoza                                                                                        | LR-287                      |                          |
| N-232        | 339        |                       | Alfaro (oeste) | N-232a                      |                          |
| N-232        | 346        |                       | Tafalla - Rincón de Soto Corella vía de servicio                                                                                       | LR-115 LR-285               |                          |
| N-232        | 348        |                       | Arnedo - Rincón de Soto - Aldeanueva de Ebro                                                                                           | LR-115                      |                          |
| N-232        | 352        |                       | Aldeanueva de Ebro - Polígono Industrial                                                                                               | LR-384                      |                          |
| N-232        | 354        |                       | Área de Servicio |                             |                          |
| N-232        | 359        |                       | Calahorra - Pol. Ind. Tejerías |                             |                          |
| N-232        | 361        |                       | Calahorra - Arnedo E-804 AP-68 Logroño / Zaragoza                                                                                      | LR-134                      | Sólo en sentido Logroño  |
| N-232        | 362        |                       | Calahorra (oeste) - hospital - centro comercial E-804 AP-68 Logroño / Zaragoza                                                         | LR-134                      |                          |
| N-232        | 367        |                       | Pradejón | LR-280                      |                          |
| N-232        | 370        |                       | Pol. Ind. El Roturo |                             | Sólo en sentido Logroño  |
| N-232        | 371-373    |                       | Travesía de El Villar de Arnedo Arnedo - Lodosa - Estella                                                                              | LR-123                      |                          |
| N-232        | 375        |                       | Ausejo - Tudelilla | N-232a LR-381               |                          |
| N-232        | 380        |                       | Ausejo - El Redal - Alcanadre | N-232a LR-259 LR-348        |                          |
| N-232        | 384        |                       | Corera | LR-260                      |                          |
| N-232        | 384        |                       | Alcanadre | LR-260                      |                          |
| N-232        | 391        |                       | Arrúbal | LR-459                      |                          |
| N-232        | 392        |                       | Pol. Ind. El Sequero |                             |                          |
| N-232        | 394        |                       | Pol. Ind. El Sequero Logroño - Zaragoza                                                                                                | E-804 AP-68                 |                          |
| N-232        | 395        |                       | Travesía de Agoncillo Murillo de Río Leza                                                                                              | LR-261                      |                          |
| N-232        | 397        |                       | aeropuerto | LR-132                      |                          |
| N-232        | 398-399    |                       | Travesía de Recajo |                             |                          |
| LO-20        | 0** (400)  | 0                     | base militar - E-804 AP-68 | E-804 AP-68                 |                          |
| LO-20        | 2** (402)  | 2                     | Pamplona | A-12                        |                          |
| LO-20        | 4** (404)  | 4                     | Polígono Industrial "La Portalada I"                                                                                                   |                             |                          |
| LO-20        | 5** (405)  | 5                     | Polígono Industrial "La Portalada II"                                                                                                  |                             |                          |
| LO-20        | 7** (407)  | 6/7                   | Viana - Logroño (este) - Centro Comercial Berceo - Calle Piqueras - Hospital San Pedro Villamediana de Iregua                          | A-13 LR-250                 |                          |
| LO-20        | 8** (408)  | 8                     | Avenida de Madrid |                             |                          |
| LO-20        | 9** (409)  | 9                     | Soria - AP-68 Bilbao / Zaragoza - Estadio Municipal Las Gaunas - Calle Chile - Logroño (centro)                                        | N-111                       |                          |
| LO-20        | 10** (410) | 10                    | Logroño (oeste) - Barrio de Yagüe - Centro Comercial Parque Rioja - Calle Pradoviejo                                                   |                             |                          |
| LO-20        | 11** (411) | 11                    | Logroño (oeste) - Avenida de Burgos |                             |                          |
| LO-20        | 13** (413) | 13                    | Parque de La Grajera - Centro de Educación Especial Marqués de Vallejo - Centro de Conservación y Explotación de Carreteras del Estado |                             |                          |
| LO-20        | 16** (416) | 16                    | vía de servicio |                             |                          |
| LO-20        | 17** (417) | 17                    | Nájera - Santo Domingo de la Calzada - Burgos                                                                                          | A-12                        |                          |

*Dentro de la Comunidad Foral de Navarra el titular de la N-232/A-68 es la Comunidad. En este territorio el kilometraje cuenta con la peculiaridad de que está medido desde Pamplona, y no desde Vinaroz, como el resto de su trayecto (entre paréntesis kilometraje desde Vinaroz).
**Punto kilométrico de la LO-20 (entre paréntesis kilometraje de la N-232).

### Tramo Logroño-Cabañas de Virtus
| Denominación | P. K.      | Esquema              | Dirección                                                                                         | Carretera con la que enlaza | Notas                     |
| ------------ | ---------- | -------------------- | ------------------------------------------------------------------------------------------------- | --------------------------- | ------------------------- |
| N-232 N-124  | 420        |                      | Travesía de Fuenmayor Laguardia Navarrete - AP-68 Logroño / Vitoria / Zaragoza                    | LR-251 LR-137               |                           |
| N-232 N-124  | 427        |                      | Cenicero                                                                                          | LR-211                      |                           |
| N-232 N-124  | 427        |                      | Logroño / Vitoria / Bilbao                                                                        | E-804 AP-68                 |                           |
| N-232 N-124  | 428        |                      | Huércanos                                                                                         | LR-321                      |                           |
| N-232 N-124  | 429        |                      | Cenicero - Uruñuela - Nájera                                                                      | LR-113                      |                           |
| N-232 N-124  | 433        |                      | Travesía de Torremontalbo                                                                         |                             |                           |
| N-232 N-124  | 434        |                      | Baños de Ebro                                                                                     | LR-318                      |                           |
| N-232 N-124  | 438        |                      | Nájera - San Asensio                                                                              | LR-208                      |                           |
| N-232 N-124  | 442        |                      | Travesía de Briones Hormilla - San Vicente de la Sonsierra - Museo Vivanco de la Cultura del Vino | LR-210 LR-314               |                           |
| N-232 N-124  | 445        |                      | Gimileo                                                                                           |                             | Sólo en sentido Santander |
| N-232 N-124  | 446        |                      | Gimileo                                                                                           |                             | Sólo en sentido Logroño   |
| N-232        | 447        |                      | Haro - Vitoria                                                                                    | N-124                       |                           |
| N-232        | 447        |                      | Ollauri - Nájera                                                                                  | LR-207                      |                           |
| N-232        | 449        |                      | Zarratón - Haro                                                                                   | LR-203                      |                           |
| N-232        | 453        |                      | Haro - Casalarreina E-804 AP-68 Logroño / Bilbao                                                  | N-126                       |                           |
| N-232        | 455        |                      | Cihuri - Casalarreina                                                                             | LR-310                      |                           |
| N-232        | 456        |                      | Tirgo                                                                                             | N-232a                      |                           |
| N-232        | 457        |                      | Tirgo - Sajazarra - Miranda de Ebro                                                               | LR-209                      |                           |
| N-232        | 458        |                      | Cuzcurrita de Río Tirón                                                                           | LR-307 N-232a               |                           |
| N-232        | 461        |                      | Anguciana - Treviana                                                                              | LR-303                      |                           |
| N-232        | 462        |                      | Anguciana                                                                                         | LR-202                      |                           |
| N-232        | 464        |                      | Fonzaleche                                                                                        | LR-302                      |                           |
| N-232        | 467        |                      | Foncea - Miranda de Ebro - Treviana                                                               | LR-304                      |                           |
| N-232        | 470        | L.P. Burgos-La Rioja | L.P. Burgos-La Rioja                                                                              | L.P. Burgos-La Rioja        | L.P. Burgos-La Rioja      |
| N-232        | 473        |                      | N-1 Pancorbo - Miranda de Ebro - Vitoria E-5 E-80 AP-1 Burgos / Vitoria Polígono Industrial       | N-1 E-5 E-80 AP-1           |                           |
| N-1 N-232    | 302* (474) |                      | Pancorbo                                                                                          |                             |                           |
| N-1 N-232    | 297* (479) |                      | Santa María Ribarredonda                                                                          | N-1a                        |                           |
| N-1 N-232    | 295* (481) |                      | Briviesca - Burgos                                                                                | N-1                         |                           |
| N-232        | 481        |                      | Cubo de Bureba - Santa María Ribarredonda                                                         | N-1a                        |                           |
| N-232        | 482        |                      | Miraveche                                                                                         | BU-V-5207                   |                           |
| N-232        | 483        |                      | Fuentebureba - Cascajares de Bureba                                                               | BU-V-5206                   |                           |
| N-232        | 486        |                      | Busto de Bureba - Calzada de Bureba                                                               | BU-504                      |                           |
| N-232        | 487        |                      | Frías - Cascajares de Bureba                                                                      | BU-504                      |                           |
| N-232        | 488        |                      | Marcillo                                                                                          | BU-V-5205                   |                           |
| N-232        | 489        |                      | Quintanilla cabe Soto                                                                             |                             |                           |
| N-232        | 489-490    |                      | Travesía de Quintanaélez Soto de Bureba                                                           |                             |                           |
| N-232        | 492        |                      | Navas de Bureba                                                                                   | BU-V-5204                   |                           |
| N-232        | 493        |                      | Solduengo                                                                                         | BU-V-5102                   |                           |
| N-232        | 496        |                      | Los Barrios de Bureba                                                                             |                             |                           |
| N-232        | 497        |                      | Travesía de La Parte de Bureba                                                                    |                             |                           |
| N-232        | 500        |                      | Poza de la Sal - Briviesca - Burgos                                                               | CL-632                      |                           |
| N-232        | 503        |                      | Travesía de Pino de Bureba                                                                        |                             |                           |
| N-232        | 505        |                      | Terminón - Salas de Bureba                                                                        | BU-P-5028                   |                           |
| N-232        | 508-509    |                      | Travesía de Oña Barcina de los Montes                                                             | BU-V-5203                   |                           |
| N-232        | 511        |                      | Villanueva de los Montes                                                                          | BU-V-5312                   |                           |
| N-232        | 513        |                      | Trespaderne - Laredo - Santander por los Tornos                                                   | N-629                       |                           |
| N-232        | 517        |                      | Travesía de Cereceda Panizares                                                                    | BU-V-5314                   |                           |
| N-232        | 524        |                      | Travesía de Condado                                                                               |                             |                           |
| N-232        | 525        |                      | Población de Valdivielso - Quecedo                                                                | BU-V-5315                   |                           |
| N-232        | 528        |                      | Travesía de Toba de Valdivielso                                                                   |                             |                           |
| N-232        | 529        |                      | Travesía de Santa Olalla de Valdivielso                                                           |                             |                           |
| N-232        | 532        |                      | Puente Arenas - Quecedo - Iglesia Románica S. Pedro de Tejada siglo XI                            | BU-V-5314                   |                           |
| N-232        | 533        |                      | puerto de la Mazorra - Burgos                                                                     | CL-629                      |                           |
| N-232 CL-629 | 538        |                      | Travesía de Incinillas Manzanedo - Medina de Pomar                                                | BU-V-5741 BU-V-5601         |                           |
| N-232        | 539        |                      | Villarcayo - Laredo                                                                               | CL-629                      |                           |
| N-232        | 553        |                      | Travesía de Cubillos del Rojo                                                                     |                             |                           |
| N-232        | 561        |                      | Travesía de Soncillo Torres de Abajo San Cibrián - Villabáscones Santelices - Bilbao              | BU-V-5748 BU-V-5614 BU-526  |                           |
| N-232        | 562        |                      | Cilleruelo de Bezana                                                                              | BU-564                      |                           |
| N-232        | 568        |                      | Virtus                                                                                            | BU-V-5791                   |                           |
| N-232        | 569        |                      | Burgos - Santander                                                                                | N-623                       |                           |

*Punto kilométrico de la N-1 (entre paréntesis kilometraje de la N-232).

## Conversión en autovía
En el transcurso de la N-232, existen algunos tramos donde ha sido desdoblada y convertida en autovía tomando principalmente el nombre de A-68:
- Tramo El Burgo de Ebro - Zaragoza, con el nombre de A-68.
- Tramo Circunvalación de Zaragoza, con el nombre de Z-40
- Tramo Zaragoza - Gallur, con el nombre de A-68 (entre Zaragoza y Casetas el tramo desdoblado mantiene la denominación N-232 y el nombre A-68 se aplica a un tramo liberalizado que pertenecía a la AP-68 y a un tramo de autovía de nueva construcción mediante los cuales están también dichas poblaciones unidas)
- Tramo Gallur - Mallén de la A-68, inaugurado en septiembre de 2022;[2] en obras el tramo Mallén - Cortes.
- Tramo Cortes - Castejón, con el nombre de A-68
- Tramo Circunvalación de Logroño, con el nombre de LO-20

A finales de 2023 está en obras el tramo Mallén - Cortes, de unos 5 km; cuando esté acabado, el tramo continuo reconvertido en A-68 abarcará desde El Burgo de Ebro hasta Castejón pasando por Zaragoza. Por su parte, en La Rioja se encuentra en obras la ronda Sur de Logroño, una variante que aprovechará la actual AP-68 libre de peaje.

## Antiguas restricciones en el tramo entre Figueruelas y Mallén
Durante mucho tiempo el tramo entre Figueruelas y Cortes fue una carretera convencional que conectaba por ambos extremos con tramos de autovía (a finales de 2023 se ha reconvertido este tramo a autovía también, salvo 5 km entre Mallén y Cortes). Este tramo se caracterizaba por una fuerte siniestralidad, que obligó a tomar medidas. El 15 de diciembre de 2008, la Comisión Autonómica de Seguridad Vial de Aragón acordó unas medidas drásticas para disminuir la siniestralidad del tramo sin desdoblar de la carretera N-232 entre Figueruelas y Mallén: ningún vehículo podía adelantar ni sobrepasar los 80 kilómetros por hora. Además, los tractores no podían circular por esta carretera y tenían que tomar como alternativa la vía provincial que une Cabañas de Ebro y Gallur, y tampoco los vehículos especiales, que debían circular por la autopista AP-68. También la señalización tanto vertical como horizontal cambió. Una línea continua en todo el tramo impedía los adelantamientos y nuevas señales resaltaban los cambios de rasante, avisaban de posibles retenciones e indicaban los cambios de sentido a distinto nivel más próximos, además del recordatorio de prohibir la circulación a más de 80 kilómetros por hora.
En julio de 2010, Alfredo Zaldívar y Antonio Asín, alcalde de Mallén y coordinador de la Plataforma para el desdoblamiento de la N-232, respectivamente, confirmaron el descenso de la siniestralidad en esta vía gracias a la prohibición de adelantar y, también a la gratuidad de los peajes de Alagón y Gallur de la AP-68 en los casos en los que el viaje de vuelta se efectúa en las 24 horas siguientes al de ida.
La intensidad circulatoria de camiones era muy elevada en este tramo: de los más de 6000 vehículos diarios que transitaban por la N-232 entre Mallén y Figueruelas en 2012, el 52 por ciento eran vehículos pesados.

## Restricciones en el tramo entre Tudela y Zambrana
Desde diciembre de 2017 los camiones y autobuses de más de tres ejes, a excepción de quienes hagan servicio local (camiones con destino a una zona concreta o autobuses con servicio interurbano en la zona o con destino a alguna de las localidades) no pueden transitar por la N-232 en tramo riojano. Es obligatorio por su parte utilizar la AP-68 entre las salidas de Tudela y Zambrana, o alguna intermedia si no van a tomar la N-232. Los mismos tienen un descuento del 71% al 75% dependiendo si se usa Vía-T, a cambio por usar la autopista de peaje.
Solo los turismos, motocicletas, camiones y furgonetas hasta tres ejes y autobuses para tráfico de proximidad pueden utilizar la N-232.